# آيت يحيى وعلا (تيكريكرة)
آيت يحيى وعلا هي إحدى مشيخات المملكة المغربية، تتبع جغرافيا لإقليم إفران وإداريًا لتيكريكرة. يقدر عدد سكانها بـ 4084 نسمة حسب الإحصاء الرسمي للسكان والسكنى لسنة 2004.